# Eupithecia penultimaria
Eupithecia penultimaria är en fjärilsart som beskrevs av Edward P. Wiltshire 1985. Eupithecia penultimaria ingår i släktet Eupithecia och familjen mätare. Inga underarter finns listade i Catalogue of Life.